# Округ Мајл Лакс (Минесота)
Мајл Лакс (енгл. Mille Lacs County) је округ у америчкој савезној држави Минесота.

## Демографија
По попису из 2010. године број становника је 26.097, што је 3.767 (16,9%) становника више него 2000. године.
| Група             | 2000.          | 2010.          |
| Белци             | 20.760 (93,0%) | 23.582 (90,4%) |
| Афроамериканци    | 60 (0,3%)      | 97 (0,4%)      |
| Азијати           | 47 (0,2%)      | 83 (0,3%)      |
| Хиспаноамериканци | 214 (1,0%)     | 377 (1,4%)     |
| Укупно            | 22.330         | 26.097         |